# Paul Quiquerez
Clair Édouard Paul Arnold Quiquerez (Paris, 17 octobre 1863 - San-Pédro en Côte d'Ivoire, 22 mai 1890) est un explorateur français.

## Biographie
Lieutenant de cavalerie, il obtient en 1890, avec René de Segonzac, une mission en Côte d'Ivoire, du ministère de la Guerre. Les deux hommes, partis de Grand-Bassam, atteignent Grand-Lahou et, longeant à pied le littoral, visitent les comptoirs et les postes européens jusqu'à la Cavally, frontière théorique avec le Liberia. Ils remontent ensuite la rivière San Pedro (7 mai 1890) mais, arrivés aux premiers rapides, décident d'abandonner leurs pirogues. Sans porteurs et surtout sans expérience, ils tentent de poursuivre vers le nord à travers la forêt.
Perdus, malades, les voyageurs font demi-tour et avec difficulté retrouvent leurs embarcations et leurs hommes mais, attaqués par les indigènes, perdent ensuite tous leurs bagages.
Quiquerez meurt officiellement des fièvres le 22 mai et Segonzac parvient à revenir à San-Pédro avec un bras cassé. Pourtant, quelque temps plus tard, une enquête est menée sur les causes du décès de Quiquerez. Son corps est alors exhumé. L'autopsie constate des trous dans le crâne causés par une arme à feu. Celui-ci est emporté comme pièce à conviction et Segonzac est alors inculpé de meurtre et jugé par un conseil de guerre siégeant à Saint-Louis du Sénégal (10 octobre 1893) puis acquitté le 20 octobre.

## Travaux
- Dans l'ouest africain, Revue des Deux-Mondes, 1er septembre 1891, p. 44-82 (avec Ségonzac)
- Exploration de la Côte-d'Ivoire, Bulletin de la Société de Géographie, 1892, p. 264-279